# Caíde de Rei
Caíde de Rei é uma povoação portuguesa sede da Freguesia de Caíde de Rei do Município de Lousada, freguesia com 6,66 km² de área e 2423 habitantes (censo de 2021), tendo, por isso, uma densidade populacional de 363,8 hab./km².
Situa-se aproximadamente a 8 km da sede do município, a vila de Lousada. Esta freguesia confina com as freguesias de Vilar do Torno e Alentém, Aveleda e Meinedo, pertencentes igualmente ao Município de Lousada, Travanca e Oliveira, estas duas do Município de Amarante e ainda com São Mamede de Recezinhos, Município de Penafiel.
A Freguesia de Caíde de Rei é banhada pelo ribeira do mesmo nome, Ribeira de Caíde e ainda confina uma pequena parcela da freguesia com o rio Sousa.

## História
A freguesia de São Pedro de Caíde de Rei, comarca de Penafiel pelo Decreto nº 13.917, de 9 de Julho de 1927, era abadia da apresentação dos Condes de Sabugal e comenda da Ordem de Cristo (estando, no século XVII, na posse de D. Manuel de Ataíde Azevedo e Brito, senhor da honra de Barbosa), no antigo concelho de Santa Cruz de Riba Tâmega, na antiga comarca de Guimarães. Pertenceu ao concelho de Santa Cruz de Riba Tâmega, extinto pelo Decreto de 24 de Outubro de 1855, passando a fazer parte do concelho (atual município) de Lousada. Em 1708 era reitoria da comenda da Ordem de Cristo, na diocese de Braga; em 1839 passou a fazer parte da comarca de Amarante e, em 1852, pertencia à diocese do Porto. Esta freguesia pertenceu ao extinto bispado de Penafiel. Comarca eclesiástica de Amarante - 2º distrito (1907). Primeira vigararia de Lousada (1916; 1970). http://caide-lousada.blogspot.pt/

## Demografia
A população registada nos censos foi:
| Distribuição da População por Grupos Etários | Distribuição da População por Grupos Etários | Distribuição da População por Grupos Etários | Distribuição da População por Grupos Etários | Distribuição da População por Grupos Etários |
| -------------------------------------------- | -------------------------------------------- | -------------------------------------------- | -------------------------------------------- | -------------------------------------------- |
| Ano                                          | 0-14 Anos                                    | 15-24 Anos                                   | 25-64 Anos                                   | > 65 Anos                                    |
| 2001                                         | 514                                          | 433                                          | 1361                                         | 328                                          |
| 2011                                         | 420                                          | 338                                          | 1417                                         | 354                                          |
| 2021                                         | 307                                          | 282                                          | 1419                                         | 415                                          |

## História
Uma lenda local relaciona o topónimo "Caíde de Rei", com o facto de no sítio onde viria a ser construída a Casa da Quintã (atualmente parte integrante do património cultural e edificado), o rei ter caído do seu cavalo. Outra versão popular aponta para a existência, no local, de uma povoação sarracena, aquando do domínio árabe, perdurando ainda o lugar de Mouro. Caíde não deveria ser senão uma outra forma de dizer "Kaid', palavra árabe para chefe, ou alcaide; esta é talvez a que melhor harmoniza a tradição popular com algum fundamento histórico. "Caíde" surge também em alguns dicionários de toponímia como uma variante do baixo-latim "[Villa] Cagildi", "a Quinta de Cagildo".
A freguesia de São Pedro de Caíde de Rei, comarca de Penafiel pelo Decreto n.º 13. 917, de 9 de Julho de 1927, era abadia da apresentação dos Condes de Sabugal e comenda da Ordem de Cristo, no antigo concelho de Santa Cruz de Riba Tâmega, na antiga comarca de Guimarães. Pertenceu ao concelho de Santa Cruz de Riba Tâmega, extinto pelo Decreto de 24 de Outubro de 1885, passando a fazer parte do concelho de Lousada. Em 1708 era reitoria da Ordem de Cristo, na antiga diocese de Braga; em 1839 passou a fazer parte da comarca da Amarante, em 1852 pertencia à diocese do Porto. Esta freguesia pertenceu ao antigo bispado de Penafiel. Comarca eclesiástica de Amarante - 2.° distrito (1907). Primeira vigararia de Lousada (1916; 1970).

### Foral
Referem-se-lhe as Inquisições de 1220 e 1258 como “Parrochia Santi Petri Cadii” acrescentando que “era do padroado real”.
Em 1708 era reitoria da Comenda da Ordem de Cristo no concelho de Santa Cruz de Riba Tâmega, comarca de Guimarães e Arquidiocese de Braga. Mais tarde e por doação régia, o senhorio e a representação passarem aos condes de Sabugal, dentro da mesma comenda da Ordem de Cristo.
A partir dos meados do século XIX passou a pertencer religiosamente à diocese do Porto.
Em 1838, fazia parte da comarca de Amarante.
A partir de 24 de outubro de 1855 (extinto o concelho de Santa Cruz de Riba Tâmega), aparece a freguesia de Caíde de Rei integrada no  concelho (atual município) de Lousada.

### Vestígios Romanos e Pré-Romanos
Foram há anos encontrados, nesta freguesia, no lugar da Povoense (hoje transformado em vinhas, mas que o próprio nome povoense indica o nome de povoação), vestígios da existência de tribos primitivas, Encontraram-se alicerces de construções romanas, sepulturas com vasos de cerâmica (onde colocavam as cinzas dos corpos queimados), época Pré-Cristá, e ao lado sepulturas cristãs cavadas na pedra. Este local fica nas bouças da Seara, hoje pertença da Casa de Vila Verde.
O monte do Castro, situado no lugar da Boavista, limita o lugar de Caíde de Rei com a da Aveleda, é também um indicativo de uma fortificação castreja.

## Património
- Igreja Paroquial
- Pedra Grande
- Casa da Quintã
- Casa de Vila Verde

## Equipamentos
- Centro Social e Paroquial de Caíde de Rei (com auditório)
- Cais Cultural de Caíde de Rei (com auditório, sótão polivalente e biblioteca)
- Estação Ferroviária de Caíde

## Personalidades ilustres
- Zé do Telhado - Um homem dotado de bons sentimentos, esses que perdeu vítima do meio familiar e militar em que viveu. Pode dizer-se que foi uma vítima do seu tempo. Era muito respeitador dos seus conterrâneos, das mulheres e crianças das casas que assaltava, tendo sempre a preocupação de recomendar aos seus homens esse respeito. Se se perguntar a qualquer pessoa quem foi o Zé do Telhado, facilmente obtemos a resposta: - Era um ladrão que roubava aos ricos para dar aos pobres, distribuía o produto dos seus roubos pelos mais necessitados. Foi o homem mais falado destas redondezas, deixando, mais tarde, uma lenda que o povo foi pouco a pouco tecendo e transmitindo de geração em geração até aos nossos dias.

- Frei António de Mesquita - Ilustre filho de Caíde, Frei António de Mesquita nasceu e morreu na Casa de Vila Verde, sendo responsável pelo arquivo da mesma. Era um homem muito culto. Foi abade em vários conventos da Ordem de Cristo (no Convento de Santa Maria de Salzedas, no de Bouro, entre outros). Quando o exército liberal entrou no Porto corria o ano de 1832, exercia o cargo de procurador geral da Ordem de Cristo.

## Instituições / Coletividades / Grupos
- Albano Moreira da Costa - Associação Cultural (Cais Cultural de Caíde de Rei)
- Associação Cultural Recreativa e Desportiva "Aqui Del Rei"
- Associação dos Voluntários de Caíde de Rei
- Associação Grupo de Dança Caídense
- Caíde de Rei Sport Clube
- Grupo de Bombos "Os Amigos de Caíde de Rei"
- «Grupo de Teatro da LINHA 5»
- «Rancho Folclórico S. Pedro de Caíde de Rei»
- Confraria do Sarrabulho Doce